# Amorieten
De Amorieten (Soemerisch: MAR.TU (Martoe), Akkadisch: Tidnum of Amurrūm (Amoerroe), Egyptisch: Amar, Hebreeuws: ’emōrî; אמורי) waren een Semitische, oorspronkelijk half-nomadische stam, genoemd in Babylonische en Egyptische bronnen (als Amurru-lieden van het Westen) en in de Hebreeuwse Bijbel.

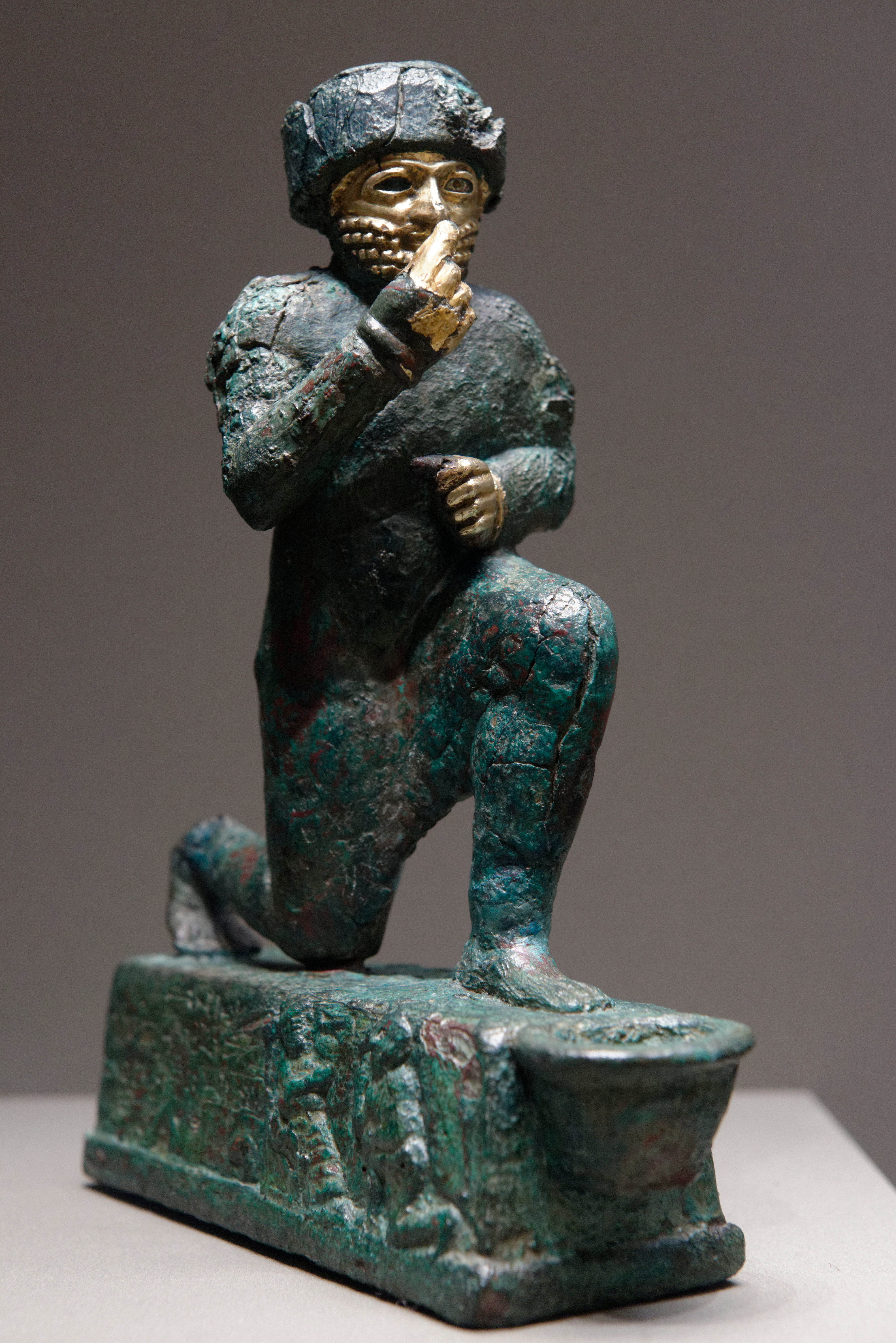
"Aanbidder uit Larsa"; beeldje uit Larsa, opgedragen aan de god Amurru; tijdperk van Hammurabi; ongeveer 2000 v.Chr.

Waarschijnlijk was het de eerste in de geschiedenis bekende noordwestelijk-Semitische groep. Uit hun stamland, de Syrische steppe bij de Midden-Eufraat, drongen zij kort voor 2000 v.Chr. in Mesopotamië door, waar zij zich eerst vestigden als huursoldaten en kooplieden, en daarna de zogenaamde Derde dynastie van Ur ten val brachten. Zij stichtten toen de eerste Babylonische ofwel Amoritische dynastie (1800 - 1507 v.Chr.); de bekendste vorst hiervan was Hammurabi onder wie hun rijk zich uitstrekte tot de Middellandse Zee. Hieraan maakten invallende Hettieten en Kassieten een eind. In Kadesj aan de Orontes bleven vorsten der Amorieten nog zelfstandig (bufferstaat tussen Egypte en het Hettietenrijk), tot de invallen van de Hettieten en de Zeevolken in de 13e eeuw v.Chr. hen vernietigden.
De Amorieten spraken een Noordwest-Semitische taal, en er zijn veel persoonsnamen en leenwoorden uit die taal bewaard gebleven, maar werd de taal zelf nooit als schrijftaal gebruikt. De schrijftaal bleef het Oost-Semitische Akkadisch, geschreven in spijkerschrift hoewel ook andere talen als Soemerisch en Elamitisch in dit schrift vastgelegd werden.
In de tijd van het koninkrijk Mari vormden de Amorieten het merendeel van de plaatselijke bevolking van dat rijk. Uit de archieven van die stad zijn er veel meer details over hen bekend geworden. Zij waren onderverdeeld in vier grote stammen, ieder weer onderverdeeld in clans:
- Simˀal
- Yamina
- Numha
- Yamutbal

De tabletten van Mari rond 1900 v.Chr. zijn de uitgebreidste bronnen van informatie over de vroege geschiedenis van de Amorieten. In de tabletten van Ebla, zo'n 700-800 jaar eerder, worden zij niet genoemd en dat geldt ook voor andere bronnen ouder dan ca. 2000 v.Chr. Mogelijk waren het oorspronkelijk nomadische veehouders. Voor het laatste, veehouders, zijn duidelijk schriftelijke bewijzen, maar niet dat zij nomaden waren. Er is wel bewijs dat sommigen van hen naast schapen en geiten ook rundvee hielden wat slecht samengaat met een trekkend bestaan.

## Hebreeuwse Bijbel
In de Hebreeuwse Bijbel worden de Amorieten genoemd als afstammelingen van Kanaän (kleinzoon van Noach) en een deel van de oorspronkelijke bevolking van Kanaän (bijvoorbeeld Genesis 10:16; 15:21; Exodus 3:8; Numeri 21:25,31; Jozua 10), dus voordat het Beloofde Land werd veroverd door de Israëlieten. De Hebreeuwse Bijbel geeft geen eenduidig beeld van waar zij zouden hebben gewoond: Deuteronomium 3:8-10 plaatst ze in het noorden, Genesis 14:7 in het zuiden van Kanaän en Jozua 10:5,16-21 in de bergen van het land van de stam Juda. Ze worden in de Bijbelwetenschap daarom beschouwd als stereotype vijanden uit de oudheid en daarmee pars pro toto voor de gehele bevolking van Kanaän voordat de Israëlieten zich daar vestigden (vergelijk Rechters 1:34-36). Aan de andere kant was het Abraham die bij de eiken van Mamre de Amoriet lang heeft gewoond, samen met Aner, Eskol en Mamre de Amoriet, bondgenoten van Abraham die samen met hem Amrafel koning van Shinear (Sumer 3e dynastie) en Kedor-Laomer (Elam) overwonnen (zie Genesis 14).